# Alejandro Figueroa Medina
Alejandro Figueroa Medina (* 16. März 1925 in Colón; † 29. September 2000) war ein venezolanischer römisch-katholischer Geistlicher und Bischof von Guanare.

## Leben
Alejandro Figueroa Medina empfing am 5. März 1950 das Sakrament der Priesterweihe.
Am 12. März 1986 ernannte ihn Papst Johannes Paul II. zum Titularbischof von Forconium und zum Weihbischof in Barinas. Der Erzbischof von Caracas, José Alí Kardinal Lebrún Moratinos, spendete ihm am 24. Mai desselben Jahres die Bischofsweihe; Mitkonsekratoren waren der Bischof von San Cristóbal de Venezuela, Marco Tulio Ramírez Roa, und der emeritierte Bischof von San Cristóbal de Venezuela, Alejandro Fernández Feo-Tinoco.
Papst Johannes Paul II. bestellte ihn am 21. Februar 1995 zum Bischof von Guanare.